# Football Manager 2011
Football Manager 2011 — компьютерная игра, симулятор футбольного менеджмента, часть серии Football Manager. Игра разработана компанией Sports Interactive на платформы Microsoft Windows и Mac OS X, выпущена Sega 5 ноября 2010 года (PlayStation Portable — 26 ноября).

## Нововведения в игре
11 августа 2010 разработчик Sports Interactive показал видеоролик игры, на котором были анонсированы новые возможности включённые в Football Manager 2011 такие как расширение способностей агентов. Другие новинки были описаны в блоге Mirror Football Майлзом Джейкобсоном.

## Отзывы
| Сводный рейтинг | Сводный рейтинг |
| Агрегатор       | Оценка          |
| --------------- | --------------- |
| GameRankings    | 87,18 %         |